# Daydream (album của Mariah Carey)
Daydream là album phòng thu thứ năm của nghệ sĩ thu âm người Mỹ Mariah Carey, phát hành ngày 3 tháng 10 năm 1995 bởi Columbia Records. Được phát hành sau thành công toàn cầu của album phòng thu trước Music Box (1993) và album dịp lễ Merry Christmas (1994), Daydream thể hiện sự đổi mới trong âm nhạc của Carey với việc hướng đến những giai điệu hip hop và urban. Trong suốt dự án, Carey tiếp tục hợp tác với Walter Afanasieff, người đã tham gia đồng viết lời và sản xuất ở hầu hết những bài hát trong hai album trước. Với album, Carey bắt đầu chủ động hơn trong việc kiểm soát định hướng âm nhạc cũng như quá trình sáng tác nó. Ngoài ra, nữ ca sĩ cũng tiết lộ rằng cô nhìn nhận Daydream như là bước khởi đầu cho sự chuyển giao trong âm nhạc và giọng hát của cô, một sự thay đổi sẽ được thể hiện rõ ràng hơn trong album tiếp theo Butterfly (1997). Trong quá trình sản xuất nó, Carey vấp phải những bất đồng về mặt sáng tạo với giám đốc hãng đĩa và cũng là chồng của cô lúc bấy giờ Tommy Mottola.
Trong Daydream, Carey hợp tác lần đầu tiên với Jermaine Dupri, cũng như đồng viết lời và sản xuất một bản nhạc với Kenneth "Babyface" Edmonds, người cô hợp tác trước đó trong Music Box. Đây cũng là lần đầu tiên nữ ca sĩ làm việc với Boyz II Men, một nhóm nhạc R&B gồm bốn giọng ca nam. Họ đã cùng nhau xây dựng ý tưởng và viết nên "One Sweet Day", một bài hát Carey đồng sản xuất với Afanasieff. Với sự hỗ trợ của ông và một số nhà sản xuất đương đại khác, nữ ca sĩ từng bước thực hiện quá trình chuyển đổi vào thị trường nhạc R&B một cách tinh tế. Daydream nhận được sáu đề cử giải Grammy tại lễ trao giải thường niên lần thứ 38 nơi Carey cũng tham gia trình diễn. Sau những thành công to lớn về mặt chuyên môn lẫn thương mại của nó, nhiều nhà phê bình dự đoán rằng Carey sẽ là một trong những nghệ sĩ thắng lớn trong đêm. Tuy nhiên, cô không chiến thắng bất kỳ đề cử nào, dẫn đến một đề tài tranh luận công khai và gây nên tranh cãi tại thời điểm đó.
Sáu đĩa đơn đã được phát hành từ Daydream. Đĩa đơn chủ đạo, "Fantasy", trở thành đĩa đơn đầu tiên của một nghệ sĩ nữ ra mắt ở vị trí số một trên bảng xếp hạng Billboard Hot 100 và trụ vững trong tám tuần liên tiếp, và là đĩa đơn bán chạy thứ hai của năm 1995 ở Hoa Kỳ. Nó cũng đứng đầu các bảng xếp hạng ở Úc, Canada, New Zealand và vươn đến top 5 ở Phần Lan, Pháp và Vương quốc Anh. "One Sweet Day" được phát hành làm đĩa đơn thứ hai và đạt vị trí số một trên Billboard Hot 100 trong mười sáu tuần liên tiếp, trở thành đĩa đơn trụ vững ở ngôi vị quán quân lâu nhất trong lịch sử, một kỷ lục sẽ tiếp tục tồn tại trong 23 năm. Với việc đĩa đơn thứ tư "Always Be My Baby" đứng đầu Hot 100 trong hai tuần, tất cả những đĩa đơn từ album đã thống trị bảng xếp hạng ở Hoa Kỳ trong sáu tháng. Ba đĩa đơn còn lại "Open Arms", "Forever" và "Underneath the Stars" đều không được phát hành dưới hình thức đĩa đơn thương mại hoặc chỉ giới hạn ở một số khu vực.
Sau khi phát hành, Daydream trở thành album nhận được nhiều phản hồi tốt nhất của Carey từ các nhà phê bình âm nhạc, trong đó họ đánh giá cao sự trưởng thành trong khâu sáng tác và định hướng âm nhạc mới của cô. Nó cũng gặt hái những thành công vượt trội về mặt thương mại, đứng đầu các bảng xếp hạng ở nhiều thị trường lớn như Úc, Nhật Bản và Vương quốc Anh, và lọt vào top 5 ở hầu hết những quốc gia nó xuất hiện. Tại Hoa Kỳ, album được chứng nhận đĩa Kim cương từ Hiệp hội Công nghiệp ghi âm Mỹ (RIAA), công nhận lượng tiêu thụ đạt mười triệu bản tại đây, và là đĩa hát thứ hai của Carey đạt được thành tích này. Ngoài ra, nó cũng là album bán chạy thứ tư ở Nhật Bản bởi một nghệ sĩ quốc tế, với 2.2 triệu bản được bán ra. Để quảng bá cho Daydream, Carey bắt tay thực hiện chuyến lưu diễn ngắn hạn nhưng thành công Daydream World Tour, ghé thăm Nhật Bản và một vài quốc gia châu Âu. Tính đến nay, nó đã bán được hơn 30 triệu bản trên toàn cầu, trở thành một trong những album bán chạy nhất mọi thời đại.

## Bối cảnh
Bên cạnh việc là đĩa hát bán chạy thứ hai của Carey trên toàn thế giới, Daydream còn đánh dấu bước ngoặt cho một album cá nhân và có nhiều ảnh hưởng nhất của cô vào thời điểm đó. Trong quá trình thu âm nó, Carey đã phát triển khả năng như một nghệ sĩ thực thụ, cũng như một nhà viết lời. Lần đầu tiên trong sự nghiệp, Carey có thể tạo ra thứ âm nhạc mà cô thực sự cảm thấy kết nối, R&B và hip hop. Trong khi Columbia cho phép Carey khoan dung hơn với âm nhạc mà cô thu âm, họ bắt đầu do dự khi nữ ca sĩ hợp tác với Ol' Dirty Bastard trong bản phối lại cho đĩa đơn đầu tiên của album "Fantasy". Họ lo sợ rằng những sự thay đổi đột ngột này vốn hoàn toàn không nằm trong phạm vi âm nhạc của Carey, và lo lắng nó sẽ tác động xấu đến thành công của album. Trong một cuộc phỏng vấn với Entertainment Weekly, Carey cởi mở nói về những vấn đề của cô với Columbia: "Mọi người đều kiểu 'Bạn bị điên à?'. Họ lo lắng về việc phá vỡ những công thức. Việc để tôi hát một bản ballad trên sân khấu trong một chiếc váy dài với mái tóc dựng lên [đối với họ] sẽ mang lại hiệu quả."
Trong khi hướng đi âm nhạc mới của Carey gây ra căng thẳng giữa cô và Columbia, nó cũng khởi nguồn cho những rạn nứt nghiêm trọng xảy ra trong mối quan hệ của nữ ca sĩ với chồng của cô vào thời điểm đó, Tommy Mottola. Mottola luôn tham gia vào quá trình phát triển sự nghiệp của Carey bởi ông là người đứng đầu Sony Music, công ty mẹ của hãng đĩa. Kể từ thời điểm Carey ra mắt, Mottola đã kiểm soát gần như mọi khía cạnh trong sự nghiệp của cô, giữ cho âm nhạc của cô được sắp xếp bài bản và nhấn mạnh rằng nữ ca sĩ sẽ tiếp tục thu âm những bản nhạc pop ôn hòa, mặc dù cô rất thích hip hop.
—Carey, trong một cuộc phỏng vấn với MTV, nói về phong cách của cô trong Daydream
Carey thú nhận rằng cô không bao giờ cố gắng thay đổi tình hình, bởi "[cô ấy] từng là một người bấp bênh và thận trọng, và vì vậy [cô ấy] sẽ lắng nghe những gì mọi người nói." Tuy nhiên, phương châm kiểm soát của Mottola đối với sự nghiệp nữ ca sĩ đã sớm "tràn vào đời sống cá nhân" của cả hai sau khi kết hôn, làm gia tăng xung đột giữa đôi bên. Chẳng bao lâu, cuộc hôn nhân của họ rơi vào tình trạng hỗn loạn hơn bao giờ hết; như trong một bài báo trên Vanity Fair, "cặp đôi bắt đầu tranh cãi mà không hề có dự báo từ trước." Carey đã tham gia vào dự án nhiều hơn những gì cô từng thực hiện với bất kỳ album nào trước đó. "Tôi bước vào chu kỳ thu âm, thu âm, thu âm và thực hiện nó rất nhanh," cô nói với Time. "Lần này, tôi có nhiều thời gian hơn, và tôi tập trung hơn vào những gì tôi muốn làm." Khi sự nghiệp và công việc của Carey tiếp tục phản ánh quan điểm của cô về việc nó sẽ trở nên như thế nào, cuộc hôn nhân giữa cô với Mottola tiếp tục "xấu đi".

## Quá trình sáng tác
—Carey, về ý tưởng và nguồn cảm hứng cho "Fantasy", trong một cuộc phỏng vấn với Fred Bronson.
Một trong những bài hát đầu tiên được thu âm cho album là "Fantasy". Trong lúc Carey bắt đầu phát triển những ý tưởng mới cho Daydream, cô lập tức nghĩ đến bài hát "Genius of Love" của Tom Tom Club. Nữ ca sĩ luôn là người hâm mộ lớn của bản nhạc, và cô trình bày cho Dave Hall về ý tưởng sử dụng nhạc mẫu từ đoạn hook của nó. Hall kết hợp một tuyến giai điệu mà ông cảm thấy phù hợp với giọng hát của Carey, trong khi cô sáng tác một số phần nhịp khác và viết lời. Carey cũng thu âm bản phối lại cho bài hát, bao gồm một đoạn hip-hop từ ODB của Wu-Tang Clan, cũng như sự tham gia sản xuất đến từ Puffy. Cô đề cập liên tục về bản phối và khen ngợi Puffy và ODB, "Anh ấy rất nổi tiếng trên đường phố, và là một trong những người giỏi nhất hiện có... chúng tôi đã làm những gì cả hai chúng tôi muốn làm và để ODB đưa nó sang một đẳng cấp khác. Anh ấy là sự lựa chọn hoàn hảo của tôi, vì vậy tôi thực sự hạnh phúc với cách nó diễn ra." "One Sweet Day" là một bài hát được Carey viết cùng nhóm nhạc R&B Boyz II Men. Sau khi người bạn của Carey và cũng là cộng tác viên trong quá khứ David Cole qua đời, nữ ca sĩ bắt đầu viết và phát triển một bài hát để bày tỏ lòng kính trọng đối với ông, tất cả bạn bè và người thân mà người hâm mộ của cô đã mất đi trong suốt hành trình của cuộc đời. Carey nhanh chóng soạn thảo nên phần điệp khúc và ý tưởng, và sau khi gặp Boyz II Men, nhóm nhận ra rằng chính mình cũng có suy nghĩ tương tự trong quá trình phát triển. Họ cùng nhau sử dụng điệp khúc và ý tưởng của Carey, cũng như giai điệu họ sản xuất, để sáng tác nên bản nhạc. Nó được sản xuất bởi Walter Afanasieff, người xây dựng giai điệu cho bài hát và thêm nhiều tuyến giai điệu lẫn nhịp điệu khác nhau.
Trong quá trình phát triển album, Carey bày tỏ sự quan tâm đến việc hợp tác với Jermaine Dupri, người cô hâm mộ kể từ bài hát năm 1992 của ông, "Jump". Ngay sau đó, Carey, Dupri và Manuel Seal bắt đầu sáng tác một bài hát cho album; Carey và Dupri sau đó trở thành bạn thân và cộng tác thường xuyên ở những dự án tiếp theo của cô trong tương lai. Khi Seal chơi piano, Carey bắt đầu ngân nga và chơi một số nốt nhất định, cho đến khi cô nghĩ ra phần điệp khúc cho "Always Be My Baby". Sau khi phần còn lại của bài hát được sáng tác, Carey thu âm nó cùng với nhóm ca sĩ hát nền lâu năm Kelly Price, Shanrae Price, và Melonie Daniels. Họ cùng nhau xây dựng "một bức tường giọng nền", trong đó cô sẽ bao phủ chúng với một vài nốt ngân bằng giọng ngực ở đoạn cuối. Bài hát có nhịp điệu lạc quan, trong khi phần sáng tác của nó được mô tả là "một bản R&B tươi tắn và nhẹ nhàng", thể hiện một "sự quyến rũ và chậm rãi". "Underneath the Stars" là bài hát đầu tiên được thu âm cho Daydream. Đây là một bản nhạc sở hữu "khuynh hướng nhạc soul thập niên 70" cũng như một số âm thanh sột soạt, để mang lại cho bài hát âm thanh đích thực của những năm 1970. Carey cảm thấy những bổ sung trên là những bước đơn giản để thể hiện một tuyến giai điệu theo phong cách R&B đương đại. Ngoài ra, cô cảm thấy "Underneath the Stars" là một sự tri ân đối với phong cách của Minnie Riperton, một trong những nghệ sĩ có ảnh hưởng lớn nhất đến giọng hát của Carey khi trưởng thành. Bài hát có âm thanh nhẹ nhàng, với "nhiều kết cấu" và âm trầm, thể hiện khía cạnh sáng tạo hơn của Carey.
—Carey, về quá trình sáng tác và nguồn cảm hứng đằng sau "Underneath the Stars".
Đối với album, Carey hát lại bài hát năm 1982 của Journey "Open Arms". Nó là sự lựa chọn cá nhân của Carey, cũng như xuất phát từ ý tưởng của chính cô. Cùng với Afanasieff, họ đơn giản hóa phần sắp xếp của bài hát, khiến nó trở nên hơi bóng bẩy, đặc biệt nếu so với "One Sweet Day" vốn "thô mộc và mạnh mẽ". Ngoài ra, với sự giúp đỡ của những ca sĩ hát nền, Carey còn kết hợp một chút yếu tố của phúc âm vào bài hát. Một trong những tác phẩm chịu nhiều ảnh hưởng của phúc âm hơn trong Daydream là "I Am Free". Nó được tạo nên bởi Carey, Afanasieff và Loris Holland, người trước đó cũng hợp tác với nữ ca sĩ trong Merry Christmas (1994). Carey bắt đầu ngân nga giai điệu với lời bài hát được cô viết sẵn, trong khi Holland chơi đàn organ và Afanasieff tham gia vào khâu lập trình, tạo cho bài hát một cảm giác phúc âm chân thực và không gượng ép. Phần điệp khúc rất tinh tế và tự nhiên, với mỗi câu hát "nối tiếp nhau", điều có lẽ sẽ khó khăn với một "giọng ca kém chuyên môn". Carey bắt đầu rời xa "những bản ballad tiêu chuẩn của Celine Dion" và hướng đến những bản nhạc R&B. Tuy nhiên, cô sẽ không từ bỏ hoàn toàn loại hình âm nhạc đã làm nên sự nổi tiếng của mình. Xuất phát từ lý do đó, Carey viết "When I Saw You" với Afanasieff, một bài hát thực sự lột tả phong cách âm nhạc quen thuộc trong một số tác phẩm trước đây của cô, cũng như thể hiện giọng hát nội lực của nữ ca sĩ. Trở lại lãnh địa R&B của mình, Carey thu âm "Long Ago", bản nhạc thứ hai cô đồng sáng tác với Dupri và Seal, với nền nhạc hip hop mạnh mẽ và giọng hát của Carey được mô tả như "lả lướt trên một dải trầm chắc chắn như lụa."
"Melt Away" là bài hát do Carey tự sản xuất và đồng viết lời với Babyface. Quá trình viết lời và sản xuất nó được đánh giá là "tráng lệ" với mỗi câu hát như được bay lượn ở phần điệp khúc. Theo Chris Nickson, "Underneath the Stars" đem lại cảm giác "mạnh mẽ như bất kỳ bản nhạc chậm nào được phát hành vào những năm 90, và là thứ có thể tìm thấy nhiều dư vị ở các vũ công [nhảy múa] mỗi tối." Một bài hát khác gợi nhắc về những thập niên trong quá khứ là "Forever", với sự hoài cổ được thể hiện thông qua những thay đổi trong hợp âm và theo cách ghi ta rải hợp âm "phía trước phần âm nhạc." Bài hát thể hiện giọng hát tinh tế từ Carey, cũng như sự phong phú không thể phủ nhận. "Daydream Interlude (Sweet Fantasy Dub Mix)" là một trong những bản nhạc sống động nhất của album. Nó là bản phối lại theo phong cách club của "Fantasy", được điều chỉnh và hòa âm lại bởi nhà sản xuất nhạc house nổi tiếng David Morales. Bài hát được định hướng là một bản nhạc cho những câu lạc bộ khiêu vũ, tiếp tục mở rộng "chân trời âm nhạc" của Carey. Bài hát kết hợp giọng hát của Carey và thêm nó vào phần giai điệu house rộn ràng, điều ông sẽ tiếp tục thực hiện cho nhiều đĩa đơn trong tương lai của nữ ca sĩ. "Looking In" là bài nhạc cuối cùng trong Daydream. Được viết trong 15 phút, đây là bài hát cá nhân nhất của Carey vào thời điểm đó, với nội dung đề cập đến những liên tưởng của cô về việc để mình xuất hiện "khỏa thân" và "trần trụi"; nó được viết bởi Carey và Afanasieff.

## Quảng bá

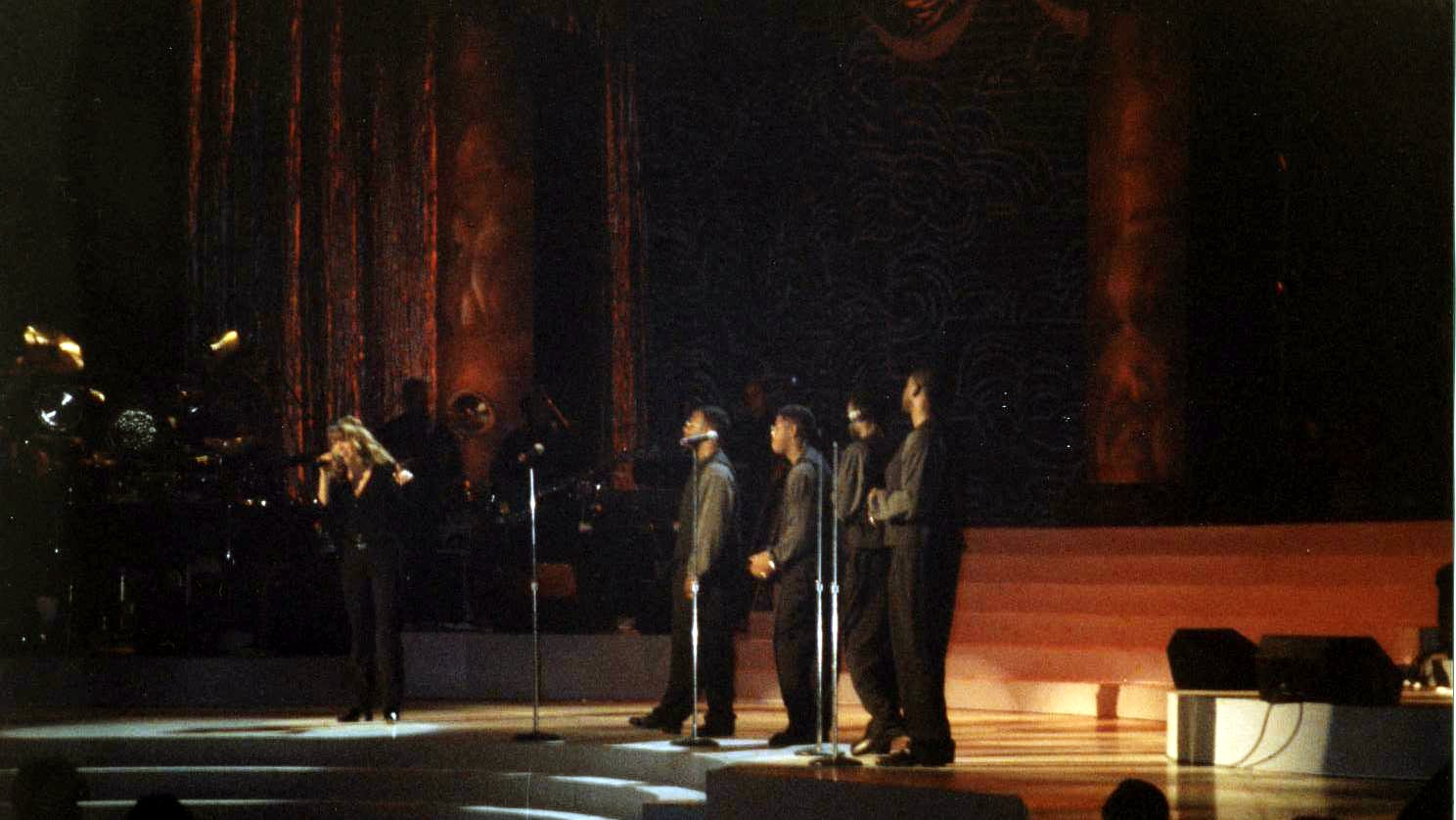
Carey và Boyz II Men trình diễn "One Sweet Day" tại Madison Square Garden

Để quảng bá album, Carey tiến hành chuyến lưu diễn thứ hai trong sự nghiệp Daydream World Tour. Ban đầu, nữ ca sĩ không muốn lưu diễn bởi thời gian di chuyển dài và phức tạp, nhưng đồng ý thực hiện sau nhiều yêu cầu từ người hâm mộ. Chuyến lưu diễn đến Nhật Bản và một số quốc gia châu Âu, nhưng không đi qua Hoa Kỳ. Điều này có thể xuất phát từ những đánh giá trái chiều cho chuyến lưu diễn đầu tiên của Carey Music Box Tour ở Bắc Mỹ ba năm trước đó. Những buổi hòa nhạc đều cách nhau nhiều ngày để giọng hát của Carey có thời gian nghỉ ngơi, "Thật vất vả để hát lại tất cả những bài hát của mình, nhưng tôi thực sự rất mong chờ nó." Trước khi bắt đầu lưu diễn vòng quanh thế giới vào năm 1996, Carey thực hiện một đêm diễn cháy vé tại Madison Square Garden vào năm 1995. Nó được quay và phát hành dưới dạng DVD với tựa đề Fantasy: Mariah Carey at Madison Square Garden, trở thành bản phát hành video thứ tư của Carey.
Với ba buổi diễn tại Tokyo Dome (Nhật Bản), Carey thiết lập kỷ lục với 150.000 vé được bán hết sau ba giờ, phá vỡ thành tích trước đó do The Rolling Stones nắm giữ cho cương vị loạt buổi diễn bán cháy vé nhanh nhất trong lịch sử sân vận động. Những buổi hòa nhạc ở Nhật cũng là một thành công về mặt thương mại và phê bình. Sự hiện diện của Carey ở châu Á trong thập niên 1990 được đánh giá là vô song với bất kỳ nghệ sĩ quốc tế nào khác. Đối với mỗi đêm diễn, Carey thể hiện mười bốn bài hát gốc, bao gồm những bản hit lớn nhất của cô ở thời điểm đó, cũng như nhiều bài hát mới từ Daydream, bao gồm "Fantasy", "One Sweet Day", "Open Arms", "Always Be My Baby", "Forever" và "Underneath the Stars". Nhưng buổi diễn tiếp theo của Daydream World Tour ở Pháp, Đức, Hà Lan và Vương quốc Anh đều cháy vé, đồng thời nhận được những phản hồi nồng nhiệt từ giới phê bình. Trong suốt lịch trình bảy ngày ngắn ngủi của chuyến lưu diễn, Carey bắt đầu lên ý tưởng cho album phòng thu tiếp theo Butterfly (1997).
Bên cạnh việc lưu diễn khắp thế giới, Carey cũng tham gia trình diễn trên nhiều chương trình truyền hình và lễ trao giải khác nhau. Sau khi "Fantasy" được phát hành vào tháng 9 trên khắp châu Âu, Carey trình diễn nó trên chương trình bảng xếp hạng nổi tiếng của Anh Top of the Pops, được phát sóng trực tiếp qua vệ tinh trên truyền hình châu Á. Ngoài ra, Carey cũng hát nó ở Pháp và giải thưởng Âm nhạc Mỹ năm 1996. "One Sweet Day" được biểu diễn tại giải Grammy lần thứ 38, lễ tưởng niệm Vương phi Diana vào tháng 9 năm 1997, và tại chương trình Giáng sinh đặc biệt của Carey trên BET năm 2001. Carey cũng trình diễn "Open Arms" trên nhiều chương trình truyền hình châu Âu, như Wetten, dass..? ở Đức, Top of the Pops và Des O'Connor ở Vương quốc Anh và trên truyền hình Thụy Điển.

### Đĩa đơn

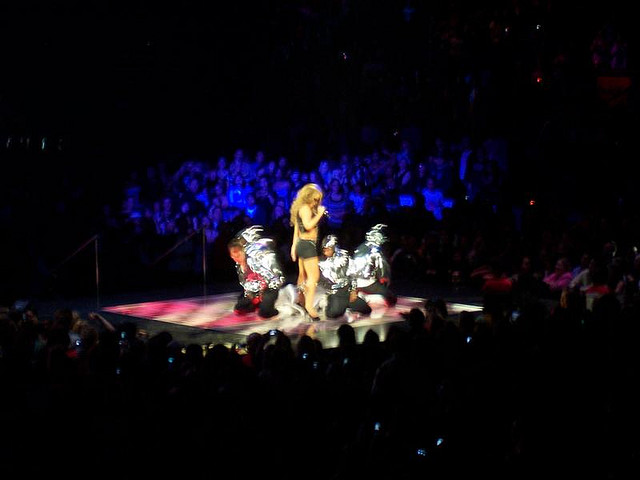
Carey và những vũ công đang trình diễn "Fantasy" trong chuyến lưu diễn The Adventures of Mimi vào năm 2006.

Sáu đĩa đơn đã được phát hành từ Daydream. "Fantasy" được chọn làm đĩa đơn mở đường cho album vào ngày 12 tháng 9 năm 1995. Nó ra mắt ở vị trí số một trên bảng xếp hạng Billboard Hot 100, giúp Carey trở thành nghệ sĩ nữ đầu tiên và là nghệ sĩ thứ hai đạt được thành tích này. "Fantasy" dẫn đầu trong tám tuần liên tiếp, và trở thành đĩa đơn bán chạy thứ hai của năm 1995 ở Hoa Kỳ với 1.5 triệu bản. Trên thị trường quốc tế, bài hát đứng đầu các bảng xếp hạng ở Úc, Canada và New Zealand, đồng thời lọt vào top 5 ở Bỉ, Phần Lan, Pháp và Vương quốc Anh. Đĩa đơn tiếp theo, "One Sweet Day" cũng đạt được thành công tương tự, một lần nữa đứng đầu bảng xếp hạng ở Hoa Kỳ trong tuần đầu tiên và nắm giữ kỷ lục suốt 23 năm cho đĩa đơn quán quân lâu nhất lịch sử Billboard Hot 100 với 16 tuần liên tiếp. Nó còn đứng đầu các bảng xếp hạng ở Canada và New Zealand, và đạt thứ hạng trong top 5 ở Úc, Pháp, Ireland và Hà Lan. Được phát hành làm đĩa đơn thứ ba của Daydream ở một số quốc gia châu Âu, "Open Arms" tiếp nhận thành công ở Vương quốc Anh, Ireland và New Zealand, nơi nó lần lượt xếp hạng 4, 7 và 8. Tuy nhiên, "Open Arms" không đạt được thứ hạng cao ở những quốc gia châu Âu khác, như Bỉ, Pháp và Đức, nơi nó nằm ngoài top 30.
"Always Be My Baby" được phát hành dưới dạng đĩa đơn thứ tư, và không thể tiếp nối thành tích tuần đầu của hai đĩa đơn mở đường khi ra mắt ở vị trí thứ hai trên Billboard Hot 100 (một thành tích cô sẽ thiết lập với "Honey" vào năm 1997). Bài hát sau đó đứng đầu bảng xếp hạng trong hai tuần, cũng như giữ vững vị trí thứ hai trong chín tuần. "Always Be My Baby" cũng hoạt động vừa phải ở nhiều thị trường lớn, lọt vào top 5 ở Canada, New Zealand và Vương quốc Anh, nhưng nằm ngoài top 10 ở những nơi khác. "Forever" được chọn làm đĩa đơn thứ năm từ Daydream, mặc dù không đủ điều kiện để lọt vào Hot 100, nhưng vươn đến top 10 trên bảng xếp hạng sóng phát thanh ở Hoa Kỳ. Nó đạt được thành tích tốt ở Canada với vị trí thứ 13. "Underneath the Stars", đĩa đơn thứ sáu và cuối cùng của album, được Carey mô tả như là một trong những bài hát yêu thích nhất sự nghiệp của mình, chỉ nhận được một số lượng ấn phẩm hạn chế ở Hoa Kỳ, nơi nó xếp hạng thấp trên Billboard Hot R&B/Hip-Hop Songs.

## Đánh giá chuyên môn
| Đánh giá chuyên môn           | Đánh giá chuyên môn |
| Nguồn đánh giá                | Nguồn đánh giá      |
| Nguồn                         | Đánh giá            |
| ----------------------------- | ------------------- |
| AllMusic                      | [ 31 ]              |
| Encyclopedia of Popular Music | [ 32 ]              |
| Entertainment Weekly          | B                   |
| Los Angeles Times             | [ 34 ]              |
| Pitchfork                     | 7.9/10              |
| The Rolling Stone Album Guide | [ 36 ]              |

Daydream nhận được sự hoan nghênh rộng rãi từ các nhà phê bình âm nhạc. Stephen Holden của The New York Times viết rằng khả năng sáng tác của Carey đã được cải thiện đáng kể, "trở nên thoải mái hơn, quyến rũ hơn và ít dựa vào những công thức rập khuôn". "One Sweet Day", "Melt Away", "Always Be My Baby" và "Underneath the Stars" được chỉ ra như là những điểm nhấn, trong khi "Fantasy" có phần nội dung theo Holden mô tả là "một trong số những bản hợp xướng cuồng nhiệt nhất được tìm thấy trong một album đương đại". Nhà báo Cheo H. Coker của Los Angeles Times cho biết Daydream sở hữu nguồn tài nguyên có thể khiến các nhà chuyên môn từng phê bình Carey trước đây phải im lặng—đặc biệt là "Fantasy" và "Underneath the Stars"—và đem đến "một điều gì đó cho tất cả mọi người trong khi bằng cách nào đó vẫn đúng với bản chất của cô ấy". Tạp chí People coi đây là album hay nhất của Carey, vốn hưởng lợi từ những bản nhạc "vui nhộn hơn và nhẹ nhàng hơn" với khả năng kiểm soát giọng hát của nữ ca sĩ được cải thiện, "chứng tỏ sự tuyệt vời về mặt nội lực lẫn tính linh hoạt". Theo tác giả Colin Larkin của Encyclopedia of Popular Music, "một số nhà phê bình đặt câu hỏi liệu Daydream có phải là một bài tập có kiểm soát trong việc viết nên một công thức trống rỗng, với ít cảm xúc từ trái tim hay không." Đánh giá album cho Entertainment Weekly, Ken Tucker ưa thích "những giai điệu ít trang trọng hơn"—đặc biệt là "Daydream Interlude (Fantasy Sweet Dub Mix)"—so với "tượng đài của những trải nghiệm quen thuộc" trong "When I Saw You" và "I Am Free", được ông cho là những bản ballad quá sức. Tucker dù sao cũng gọi đây là album hay nhất của Carey kể từ khi lần đầu ra mắt với album mang chính tên cô năm 1990.
Trong một bài đánh giá hồi tưởng cho AllMusic, Stephen Thomas Erlewine gọi Daydream là "bản thu âm hay nhất của Carey cho đến nay, với khâu lựa chọn bài hát nhất quán và một màn thể hiện đáng kinh ngạc của cô." Theo quan điểm của Erlewine, album thu hút cả khán giả R&B thành thị và đương đại trưởng thành khi cho rằng "Carey tiếp tục hoàn thiện kỹ năng của mình và cô ấy đã giành được vị thế là một nữ danh ca R&B/pop." Trong The Rolling Stone Album Guide (2004), Arion Berger nói rằng album "tuân thủ công thức của những nữ danh ca kinh điển trên sóng phát thanh, xen kẽ các giai điệu dance sôi động với những bản ballad quy mô lớn". Ông nhấn mạnh những bản nhạc do Afanasieff đóng góp trong khi than thở về bản hát lại "Open Arms" của Carey. Vào tháng 7 năm 2017, nó xếp ở vị trí 97 trong danh sách 150 album hay nhất mọi thời đại của nghệ sĩ nữ bởi National Public Radio. Ngoài ra, Complex cũng xếp nó ở vị trí thứ 15 trong danh sách 50 Album R&B xuất sắc nhất thập niên 1990.

## Diễn biến thương mại
Daydream ra mắt ở vị trí số một trên bảng xếp hạng Billboard 200 với 224.000 bản được bán ra, giữ vị trí đầu bảng ở tuần tiếp theo với 216.000 bản, và tiếp tục dẫn đầu trong tuần thứ ba liên tiếp với lượng tiêu thụ đạt 170.000 bản. Nó vươn đến đỉnh điểm về mặt doanh thu trong những tuần tiếp theo của kỳ nghỉ lễ, với mức độ bán ra cao nhất trong những tuần cuối cùng của năm với 486.000 và 760.000 bản. Album bán được 760.000 bản trong tuần lễ Giáng sinh năm 1995, doanh số tuần cao nhất từ trước đến nay của một nghệ sĩ nữ lúc bấy giờ. Nó cũng đạt vị trí số một trên bảng xếp hạng Billboard Top R&B/Hip-Hop Albums. Daydream trở thành album bán chạy thứ hai trong năm 1996, và là album bán chạy thứ mười tám của thập niên 1990 ở Hoa Kỳ. Nó cũng trở thành album bán chạy nhất của Carey tại đây, được chứng nhận Kim cương bởi Hiệp hội Công nghiệp ghi âm Mỹ (RIAA), với lượng đĩa xuất xưởng cán mốc mười triệu bản.
Tại Canada, Daydream đạt vị trí thứ hai trên bảng xếp hạng và được chứng nhận bảy đĩa Bạch kim bởi Hiệp hội Công nghiệp ghi âm Canada (CRIA). Album cũng tiếp nhận những thành công vượt trội ở châu Âu, đạt vị trí số một ở Đức, Hà Lan, Thụy Sĩ và Vương quốc Anh. Tại Pháp, Daydream vuơn đến vị trí thứ hai và được chứng nhận Bạch kim kép bởi Syndicat national de l'édition phonographique (SNEP), với doanh thu ước tính là 800.000 bản. Daydream được chứng nhận ba đĩa Bạch kim bởi Liên đoàn Công nghiệp thu âm quốc tế (IFPI), công nhận ba triệu bản được bán ra khắp châu Âu vào năm 1996.
Tại Úc, Daydream được chứng nhận Bạch kim năm lần bởi Hiệp hội Công nghiệp ghi âm Úc (ARIA), với lượng đĩa xuất xưởng đạt 350.000 bản. Album đứng thứ chín trên bảng xếp hạng cuối năm của ARIA trong cả hai năm 1995 và 1996. Tại Nhật Bản, album ra mắt ở vị trí số một trên bảng xếp hạng Oricon. Ngoài ra, Daydream còn lọt vào top 5 trong danh sách những album bán chạy nhất tại đây bởi một nghệ sĩ không phải gốc Á, với 2.2 triệu bản được tiêu thụ. Tính đến nay, nó vẫn là một trong những album bán chạy nhất mọi thời đại, với doanh số hơn 20 triệu bản trên toàn thế giới.

## Thành tựu
Bên cạnh những thành công không thể phủ nhận về mặt thương mại, Daydream còn giúp Carey gặt hái nhiều sự ghi nhận từ ngành công nghiệp âm nhạc với số lượng lớn giải thưởng và đề cử tại nhiều lễ trao giải khác nhau. Carey chiến thắng hai hạng mục tại giải thưởng Âm nhạc Mỹ năm 1996 cho Nữ nghệ sĩ Pop/Rock được yêu thích nhất và Nữ nghệ sĩ Soul/R&B được yêu thích nhất, bên cạnh hai đề cử cho album một năm sau đó với hạng mục Album Pop/Rock được yêu thích nhất và Album Soul/R&B được yêu thích nhất. Trong suốt năm 1995 và 1996, Carey cũng được trao nhiều giải thưởng danh giá tại giải thưởng Âm nhạc Thế giới, bao gồm Nữ nghệ sĩ thu âm bán chạy nhất thế giới, Nữ nghệ sĩ R&B bán chạy nhất thế giới, Nghệ sĩ Pop bán chạy nhất thế giới và Nghệ sĩ thu âm bán chạy nhất thế giới. Ngoài ra, "Fantasy" được vinh danh là Bài hát của năm tại giải BMI và Bài hát được yêu thích nhất tại giải thưởng Giải trí Blockbuster, nơi Carey cũng thắng giải Nữ nghệ sĩ Pop hàng đầu. Năm 1996, Carey giành được nhiều giải thưởng tại giải thưởng Âm nhạc Billboard, như Nghệ sĩ Hot 100 của năm, Hot 100 Phát thanh ("Always Be My Baby"), Nghệ sĩ Adult Contemporary của năm và Giải thưởng Đặc biệt cho thành tích đứng đầu trong 16 tuần của "One Sweet Day".

### Tranh cãi tại Grammy
—Carey, nói về sự thất vọng của cô với kết quả giải Grammy năm 1996.
Daydream đã được chứng minh là một trong những album bán chạy nhất và được hoan nghênh nhất năm 1995. Khi các đề cử giải Grammy được công bố, nó nhận được đề cử cho sáu hạng mục khác nhau, bao gồm Album của năm và Album giọng pop xuất sắc nhất cho album, Trình diễn giọng pop nữ xuất sắc nhất cho "Fantasy", Thu âm của năm và Hợp tác giọng pop xuất sắc nhất cho "One Sweet Day", và Trình diễn giọng R&B nữ xuất sắc nhất cho "Always Be My Baby". Nhiều nhà phê bình bắt đầu nhận định về cách Daydream sẽ "càn quét" lễ trao giải như thế nào trong năm đó. Giải Grammy lần thứ 38 được tổ chức vào ngày 28 tháng 2 năm 1996 tại Shrine Auditorium ở Los Angeles. Carey, với tư cách của một trong những nghệ sĩ được đề cử nhiều giải nhất, là một trong những tên tuổi trình diễn hàng đầu trong buổi lễ. Cùng với Boyz II Men, cô biểu diễn "One Sweet Day" trực tiếp và nhận được nhiều lời tán dương. Tuy nhiên, khi những người thắng giải lần lượt được công bố, Carey phải chứng kiến việc tên mình không được xướng lên dù chỉ một lần. Daydream thất bại trong tất cả sáu đề cử, một kết quả gây sốc cho hầu hết các nhà phê bình, những người đã gọi nó là "album của năm". Với mỗi lần không chiến thắng trôi qua, máy quay truyền hình tiếp tục cận cảnh khuôn mặt của Carey, người cố gắng giữ nụ cười một cách khó khăn. Đến cuối đêm, Carey vẫn không giành được một giải thưởng nào, với vẻ thất vọng hiện rõ trên khuôn mặt nữ ca sĩ. Carey sẽ không trở lại giải Grammy để biểu diễn cho đến lễ trao giải năm 2006, khi cô được đề cử tám giải (và thắng ba) cho album phòng thu thứ mười The Emancipation of Mimi (2005).

## Thành phần thực hiện
Thành phần thực hiện được trích từ ghi chú của Daydream, Columbia Records.
- Mariah Carey – giọng hát, viết lời, sản xuất, cải biên, hát nền
- Walter Afanasieff – viết lời, sản xuất, cải biên, lập trình, synthesizer, bass, đàn phím, lập trình trống
- Babyface – đàn phím, giọng nền
- Michael McCary – viết lời, giọng hát
- Nathan Morris – viết lời, giọng hát
- Wanya Morris – viết lời, giọng hát
- Shawn Stockman – viết lời, giọng hát
- Manuel Seal – piano, viết lời
- Tristan Avakian – guitar
- Melonie Daniels – hát nền
- Jermaine Dupri – sản xuất, cải biên, giọng dẫn và phụ
- Mick Guzauski – phối khí
- Dave Hall – sản xuất, cải biên, lập trình
- Jay Healy – kỹ sư âm nhạc, phối khí
- Loris Holland – organ, đàn hammond
- Dann Huff – guitar
- Kurt Lundvall – kỹ sư âm nhạc
- David Morales – bass, cải biên, đàn phím, sản xuất
- Kelly Price – hát nền
- Shanrae Price – hát nền

Sản xuất
- Mike Scott – kỹ sư âm nhạc
- Manuel Seal – sản xuất, giọng dẫn và phụ
- Dan Shea – synthesizer, bass, đàn phím, lập trình, moog synthesizer, lập trình trống, synthesizer bass
- Andy Smith – kỹ sư âm nhạc
- David Sussman – kỹ sư âm nhạc, phối khí
- Phil Tan – kỹ sư âm nhạc
- Steve Thornton – bộ gõ
- Dana Jon Chappelle – kỹ sư âm nhạc
- Terry Burrus – piano
- Satoshi Tomiie – bass, đàn phím, lập trình, synthesizer bass
- Brian Vibberts – kỹ sư âm nhạc
- Gary Cirimelli – lập trình, lập trình kỹ thuật số
- Randy Walker – lập trình
- Acar Key – kỹ sư âm nhạc
- Frank Filipetti – kỹ sư âm nhạc
- Mark Krieg – kỹ sư âm nhạc thứ hai
- Kirk Yano – kỹ sư âm nhạc hỗ trợ
- Mick Guzauski –  phối khí

## Danh sách bài hát
| Daydream – Bản tiêu chuẩn | Daydream – Bản tiêu chuẩn                    | Daydream – Bản tiêu chuẩn                                      | Daydream – Bản tiêu chuẩn                                   | Daydream – Bản tiêu chuẩn | Daydream – Bản tiêu chuẩn |
| STT                       | Nhan đề                                      | Phổ lời                                                        | Phổ nhạc                                                    | Sản xuất                  | Thời lượng                |
| ------------------------- | -------------------------------------------- | -------------------------------------------------------------- | ----------------------------------------------------------- | ------------------------- | ------------------------- |
| 1.                        | "Fantasy"                                    | Mariah Carey Chris Frantz Tina Weymouth                        | Carey Frantz Weymouth Adrian Belew Steven Stanley Dave Hall | Carey Hall                | 4:04                      |
| 2.                        | "Underneath the Stars"                       | Carey                                                          | Carey Walter Afanasieff                                     | Carey Afanasieff          | 3:33                      |
| 3.                        | "One Sweet Day" (với Boyz II Men)            | Carey Michael McCary Nathan Morris Wanya Morris Shawn Stockman | Carey Afanasieff                                            | Carey Afanasieff          | 4:42                      |
| 4.                        | "Open Arms" (hát lại của Journey)            | Jonathan Cain Steve Perry                                      | Cain Perry                                                  | Carey Afanasieff          | 3:30                      |
| 5.                        | "Always Be My Baby"                          | Carey                                                          | Carey Jermaine Dupri Manuel Seal                            | Carey Dupri Seal [a]      | 4:18                      |
| 6.                        | "I Am Free"                                  | Carey                                                          | Carey Afanasieff                                            | Carey Afanasieff          | 3:09                      |
| 7.                        | "When I Saw You"                             | Carey                                                          | Carey Afanasieff                                            | Carey Afanasieff          | 4:24                      |
| 8.                        | "Long Ago"                                   | Carey                                                          | Carey Dupri Seal                                            | Carey Dupri Seal [a]      | 4:33                      |
| 9.                        | "Melt Away"                                  | Carey Babyface                                                 | Carey Babyface                                              | Carey                     | 3:42                      |
| 10.                       | "Forever"                                    | Carey                                                          | Carey Afanasieff                                            | Carey Afanasieff          | 4:00                      |
| 11.                       | "Daydream Interlude" (Fantasy Sweet Dub Mix) | Carey Frantz Weymouth                                          | Carey Frantz Weymouth Belew Stanley Hall                    | Carey David Morales       | 3:04                      |
| 12.                       | "Looking In"                                 | Carey                                                          | Carey Afanasieff                                            | Carey Afanasieff          | 3:35                      |

| Track bổ sung ở Nhật | Track bổ sung ở Nhật     | Track bổ sung ở Nhật  | Track bổ sung ở Nhật                     | Track bổ sung ở Nhật | Track bổ sung ở Nhật |
| STT                  | Nhan đề                  | Phổ lời               | Phổ nhạc                                 | Sản xuất             | Thời lượng           |
| -------------------- | ------------------------ | --------------------- | ---------------------------------------- | -------------------- | -------------------- |
| 13.                  | "Fantasy" (Def Club Mix) | Carey Frantz Weymouth | Carey Frantz Weymouth Belew Stanley Hall | Carey Morales        | 3:45                 |

| Track bổ sung ở Mỹ Latinh/Tây Ban Nha | Track bổ sung ở Mỹ Latinh/Tây Ban Nha | Track bổ sung ở Mỹ Latinh/Tây Ban Nha | Track bổ sung ở Mỹ Latinh/Tây Ban Nha | Track bổ sung ở Mỹ Latinh/Tây Ban Nha | Track bổ sung ở Mỹ Latinh/Tây Ban Nha |
| STT                                   | Nhan đề                               | Phổ lời                               | Phổ nhạc                              | Sản xuất                              | Thời lượng                            |
| ------------------------------------- | ------------------------------------- | ------------------------------------- | ------------------------------------- | ------------------------------------- | ------------------------------------- |
| 13.                                   | "El Amor Que Soñé"                    | Cain Perry Benito                     | Cain Perry                            | Carey Afanasieff                      | 3:32                                  |

Chú thích
- ^[a]  nghĩa là đồng sản xuất

Trích dẫn nhạc mẫu
- "Fantasy" và "Daydream Interlude (Fantasy Sweet Dub Mix)" bao gồm đoạn nhạc mẫu của "Genius of Love" bởi Tom Tom Club (1981)
- "Long Ago" bao gồm đoạn nhạc mẫu của "More Bounce to the Ounce" bởi Zapp (1980)

## Xếp hạng
| Bảng xếp hạng (1995)                     | Vị trí cao nhất |
| ---------------------------------------- | --------------- |
| Argentina (CAPIF)                        | 7               |
| Album Úc (ARIA)                          | 1               |
| Album Áo (Ö3 Austria)                    | 5               |
| Album Bỉ (Ultratop Vlaanderen)           | 6               |
| Album Bỉ (Ultratop Wallonie)             | 3               |
| Canada (RPM)                             | 2               |
| Canada (The Record)                      | 3               |
| Đan Mạch (Hitlisten)                     | 2               |
| Album Hà Lan (Album Top 100)             | 1               |
| Châu Âu (European Top 100 Albums)        | 2               |
| Album Phần Lan (Suomen virallinen lista) | 12              |
| Pháp (SNEP)                              | 2               |
| Đức (Offizielle Top 100)                 | 1               |
| Album Hungaria (MAHASZ)                  | 13              |
| Ireland (IRMA)                           | 6               |
| Ý (FIMI)                                 | 6               |
| Nhật Bản (Oricon)                        | 1               |
| Album New Zealand (RMNZ)                 | 1               |
| Album Na Uy (VG-lista)                   | 3               |
| Bồ Đào Nha (AFP)                         | 1               |
| Album Scotland (OCC)                     | 6               |
| Tây Ban Nha (PROMUSICAE)                 | 5               |
| Album Thụy Điển (Sverigetopplistan)      | 6               |
| Album Thụy Sĩ (Schweizer Hitparade)      | 1               |
| Album Anh Quốc (OCC)                     | 1               |
| Album Anh Quốc R&B (OCC)                 | 1               |
| Album Hoa Kỳ Billboard 200               | 1               |
| Album Hoa Kỳ Top R&B/Hip-Hop (Billboard) | 1               |

| Bảng xếp hạng (1995)                      | Vị trí |
| ----------------------------------------- | ------ |
| Úc (ARIA)                                 | 9      |
| Bỉ (Ultratop Flanders)                    | 40     |
| Bỉ (Ultratop Wallonia)                    | 38     |
| Canada (RPM)                              | 84     |
| Hà Lan (MegaCharts)                       | 20     |
| Châu Âu (European Top 100 Albums)         | 23     |
| Pháp (SNEP)                               | 17     |
| Đức (Offizielle Top 100)                  | 49     |
| Ý (FIMI)                                  | 26     |
| Nhật Bản (Oricon)                         | 7      |
| New Zealand (Recorded Music NZ)           | 24     |
| Thụy Điển (Sverigetopplistan)             | 51     |
| Thụy Sĩ (Schweizer Hitparade)             | 34     |
| Anh Quốc (OCC)                            | 13     |
| Hoa Kỳ Billboard 200                      | 51     |
| Hoa Kỳ Top R&B/Hip-Hop Albums (Billboard) | 57     |
| Bảng xếp hạng (1996)                      | Vị trí |
| Úc (ARIA)                                 | 9      |
| Canada (RPM)                              | 12     |
| Hà Lan (MegaCharts)                       | 27     |
| Châu Âu (European Top 100 Albums)         | 20     |
| Pháp (SNEP)                               | 20     |
| Đức (Offizielle Top 100)                  | 38     |
| Nhật Bản (Oricon)                         | 32     |
| New Zealand (Recorded Music NZ)           | 15     |
| Thụy Sĩ (Schweizer Hitparade)             | 38     |
| Anh Quốc (OCC)                            | 57     |
| Hoa Kỳ Billboard 200                      | 2      |
| Hoa Kỳ Top R&B/Hip-Hop Albums (Billboard) | 7      |
| Bảng xếp hạng (1997)                      | Vị trí |
| Hoa Kỳ Billboard 200                      | 190    |

| Bảng xếp hạng (1990–1999) | Vị trí |
| ------------------------- | ------ |
| Hoa Kỳ Billboard 200      | 18     |

| Bảng xếp hạng             | Vị trí |
| ------------------------- | ------ |
| Hoa Kỳ Billboard 200 (Nữ) | 54     |

## Chứng nhận
| Quốc gia | Chứng nhận   | Số đơn vị/doanh số chứng nhận |
| --- | ------------ | ----------------------------- |
| Úc (ARIA) | 5× Bạch kim  | 350.000^                      |
| Áo (IFPI Áo) | Vàng         | 25.000*                       |
| Bỉ (BEA) | Bạch kim     | 50.000*                       |
| Brazil | —            | 100,000                       |
| Canada (Music Canada) | 7× Bạch kim  | 700.000^                      |
| Pháp (SNEP) | 2× Bạch kim  | 600.000*                      |
| Đức (BVMI) | Bạch kim     | 500.000^                      |
| Nhật Bản (RIAJ) | Triệu        | 2,200,000                     |
| Hà Lan (NVPI) | Bạch kim     | 100.000^                      |
| New Zealand (RMNZ) | Bạch kim     | 15.000^                       |
| Na Uy (IFPI) | Bạch kim     | 50.000*                       |
| Ba Lan (ZPAV) | Vàng         | 50.000*                       |
| Singapore | —            | 70,000                        |
| Tây Ban Nha (PROMUSICAE) | 2× Bạch kim  | 200.000^                      |
| Thụy Sĩ (IFPI) | Vàng         | 25.000^                       |
| Anh Quốc (BPI) | 2× Bạch kim  | 600.000^                      |
| Hoa Kỳ (RIAA) | 11× Bạch kim | 11.000.000‡                   |
| Tổng hợp |              |                               |
| Châu Âu (IFPI) | 3× Bạch kim  | 3.000.000*                    |
| Toàn cầu | —            | 20,000,000                    |
| * Chứng nhận dựa theo doanh số tiêu thụ. ^ Chứng nhận dựa theo doanh số nhập hàng. ‡ Chứng nhận dựa theo doanh số tiêu thụ và phát trực tuyến. |              |                               |